# Bethel CDP (Maine)
Bethel es un lugar designado por el censo ubicado en el condado de Oxford en el estado estadounidense de Maine. En el Censo de 2020 tenía una población de 658 habitantes y una densidad poblacional de 155,92 habitantes por km². Fue incluido como CDP en el censo de 2020. 

## Geografía
Bethel se encuentra ubicado en las coordenadas 44°24′18″N 70°47′30″O / 44.40500, -70.79167. Según la Oficina del Censo de los Estados Unidos,  tiene una superficie total de 4,22 km², todos correspondientes a tierra firme.